# 자친토 파케티
자친토 파케티(이탈리아어: Giacinto Facchetti; 1942년 7월 18일 ~ 2006년 9월 4일)는 이탈리아의 전 축구 선수로, 현역 시절 인테르나치오날레에서 1960년부터 1978년까지 좌측 수비수로 활약했다. 그는 이후 2004년 1월부터 2006년에 영면에 들기 전까지 인테르나치오날레의 회장을 역임했다. 그는 인테르나치오날레의 공식 경기에 634번 출전해 75골을 기록했으며, 엘레니오 에레라 감독이 이끄는 "위대한 인테르"(Grande Inter)의 주역으로 세리에 A를 4번, 코파 이탈리아를 1번, 유러피언컵을 2번, 그리고 인터콘티넨털컵을 2번 우승했다. 그는 1965년에 발롱도르 명단 2위에 이름을 올렸다.
파케티는 이탈리아를 대표로 94번의 경기에 출전했고, 3번의 월드컵에 참가했다. 그는 1970년 월드컵 대회의 선수단에도 이름을 올렸다. 그는 자국에서 열린 유로 1968에서 주장을 맡아 이탈리아의 사상 첫 유럽 선수권 대회 우승으로 이끌었고, 이 대회에서도 대회의 선수단에 이름을 올렸다.
파케티는 진정 위대한 공격형 측면 수비수로 회자된다. 그는 속도, 기술, 지능, 신체능력, 그리고 체력 면에서 좌측 수비수들 중 최고로 정평이 나 있다. 그는 반대 측면을 맡은 타르치시오 부르니치와 함께 인테르나치오날레와 이탈리아 국가대표팀이 빗장(Catenaccio) 전법으로 위협적인 수비진을 이루게 했다. 파케티는 현장에서의 능력 외에도 인테르나치오날레와 이탈리아 국가대표팀의 주장을 수 년 동안 겸임하며 절제력과 지도자 역량으로 찬사를 받았다.
2004년 3월, 펠레는 국제 축구 연맹 100주년 행사에서 그의 이름을 살아있는 125명의 가장 위대한 선수 목록에 올렸다. 그는 2015년에 사후 명예로 이탈리아 명예의 전당에 헌액되었다.

## 클럽 경력

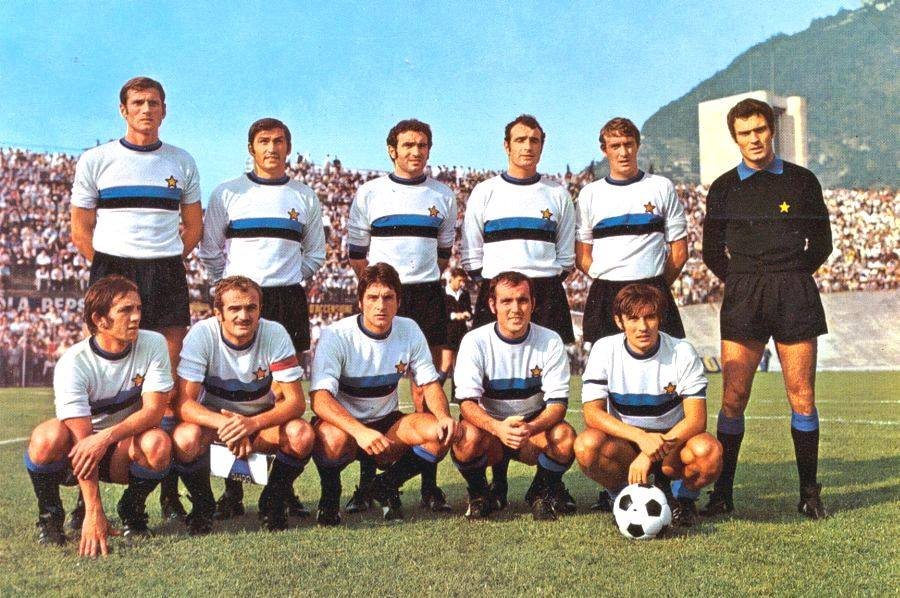
1970-71 시즌 인테르나치오날레 선수단의 파케티(뒷줄 맨 왼쪽)

롬바르디아 주 베르가모 도 트레빌리오 출신인 파케티는 발이 빠르고, 공을 강하게 차며, 기술력도 출중했기에 고향 마리오 찬콘티에서 공격수로 축구를 시작했다. 트레빌리에세에서 활약하면서 엘레니오 에레라 당시 인테르나치오날레 감독의 눈도장을 찍은 그는 공격적 역량 외에도 신체 조건, 활력, 그리고 저지 능력을 높게 보아 세리에 A로 1960-61 시즌에 좌측 공격형 수비수로 신고식을 치렀다. 그는 1961년 5월 21일, 2-0으로 이긴 로마와의 원정 경기에서 1부 리그 첫 경기를 치렀다.
역할 변경은 성공적이었고, 파케티는 이탈리아 축구에서 가장 효율적인 수비수로 거듭났고, 동료 이탈리아인 측면 수비수 부르니치와 함께 수비벽을 단단히 했다. 파케티의 혁신적인 경기 방식과 견고한 수비와 공격 본능을 조합해 유럽의 1세대 전방 쇄도형 측면 수비수가 되었고, 수비적이면서 역습에 능한 에레라의 "위대한 인테르"(Grande Inter) 시대를 풍미한 빗장(catenaccio) 전법에 잘 녹아들어 1960년대 이탈리아, 유럽, 세계 축구계를 평정했다. 수비적으로 최소한의 득점만을 허용하면서, 파케티는 공격적으로 수 차례 득점과 도움을 기록했다. 그는 세리에 A 수비수 단일 시즌 최다 득점 기록도 세웠는데, 1965-66 시즌에 10골을 넣었지만, 이 기록은 마르코 마테라치가 2000-01 시즌에 갈아치웠다.
파케티는 현역 시절 전부를 인테르나치오날레에서 보냈는데, 그는 아르만도 피키, 마리오 코르소, 그리고 산드로 마촐라와 함께 현역 말년에 1977-78 시즌까지 주장을 맡기도 했다. 파케티는 소속 구단에서 4차례 방패를 1963년, 1965년, 1966년, 그리고 1971년에 달았고, 코파 이탈리아를 1978년에 들어올렸고, 2번의 유러피언컵을 1964년과 1965년에, 그리고 인터콘티넨털컵을 1964년과 1965년에 들어올렸다. 파케티는 인테르나치오날레에서의 인상적인 활약으로 발롱도르 후보에도 올랐지만, 1965년에 간발의 차이로 3관왕을 안타깝게 놓치고 발롱도르도 2위로 아깝게 놓쳤다. 인테르는 세리에 A와 유러피언컵을 동시에 석권했으나, 코파 이탈리아 결승전에서는 유벤투스에 패했다. 파케티는 세리에 A에서 59골을 넣어 이탈리아 리그 역사상 가장 많은 득점을 올린 선수로 이름을 남겼다.

## 국가대표팀 경력

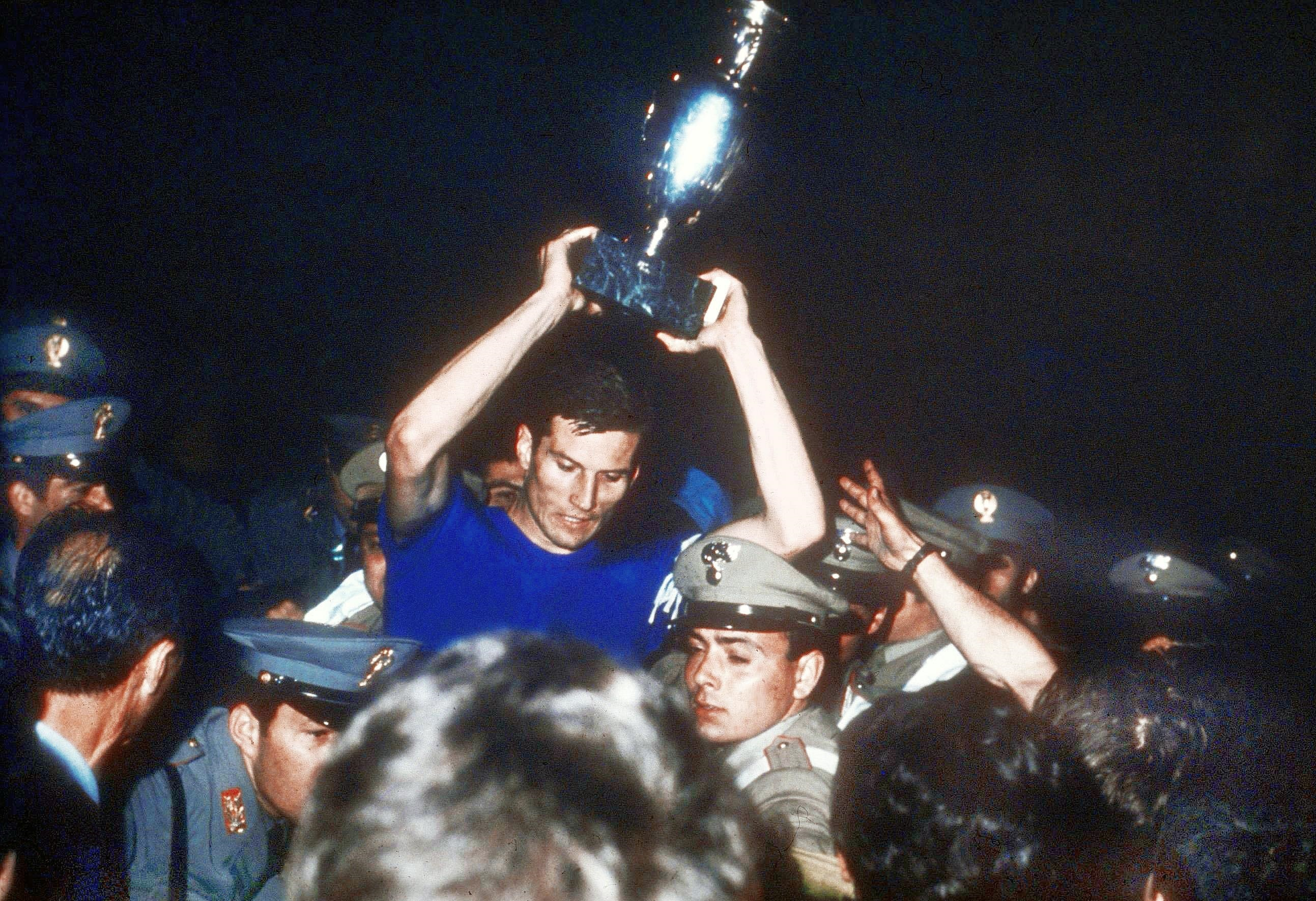
유로 1968 우승 후 트로피를 들어올리는 이탈리아 국가대표팀의 주장 파케티

파케티는 1963년 3월 23일, 1-0으로 이긴 튀르키예와의 유럽 네이션스컵 예선 원정 경기에 처음으로 출전했다. 그는 이탈리아 국가대표팀 당대 최다인 94번의 경기에 출전했고, 이후 이 기록을 디노 초프, 파올로 말디니, 파비오 칸나바로, 잔루이지 부폰이 깼다. 94번의 경기 중 그는 70번의 경기에서 주장 완장을 찼고, 1963년부터 1977년까지 푸른 군단 소속으로 3골을 넣었다. 그는 현재 최다 출장 9위에 이름을 올리고 있다. 그는 자국을 대표로 1966년, 1970년, 그리고 1974년 월드컵에 출전했고, 후자의 두 대회에서 주장을 맡았다. 파케티는 유로 1968을 우승할 당시에도 주장 완장을 찼고, 등번호 10번을 달았는데, 소련과의 준결승전 동전 던지기에서 선택이 적중에 결승전에 올라갔고, 유고슬라비아와의 결승전을 재경기 끝에 2-0으로 이겼다. 또한 그는 대회의 선수단에 이름을 올렸다. 그는 1970년 월드컵에서도 이탈리아의 결승행에 일조했지만, 브라질에 1-4로 패해 준우승에 머물렀다. 파케티는 이 대회에서도 대회의 선수단에 이름을 올렸다.

## 경기 방식
역대 최고의 측면 수비수로 꼽히는 파케티는 주력, 체력, 힘, 그리고 두드러지는 체격과 기술 역량을 이용해 공격적인 측면 수비수, 혹은 측면 중앙 수비수로 이름을 날렸다. 그 전에 공격수나 미드필더로도 뛰어본 적이 있는 그는 공격적으로 좌측면을 질주해 공격적으로 유리한 위치를 점해 강력하게 차넣거나 동료 앞으로 공을 배급하여 직접 득점하거나 동료의 득점을 돕기도 했고, 중앙으로 치고 들어가 득점 기회를 잡는 것은 당시 측면 수비수로는 흔치 않은 일이었다. 강인하고, 크고, 우아하며, 근면한 선수로, 공중 경합에 뛰어나며, 양 발을 자유자재로 다룰 수 있었으며, 공 배급이나, 공을 다루는 데에도 준수했다. 그는 수비적으로도 소질이 뛰어나 공 배급력, 지능, 그리고 경기흐름을 읽거나, 공을 회수한 후 경기를 전개하는 능력은 물론 대인 방어, 위치 선정, 예측력, 그리고 상대 공격 저지 능력을 살려 말년에 주력이 떨어졌을 때 최후방 수비수로도 활약했다. 유망주 시절부터 될성부를 떡잎이었던 그는 말년에 오랜 기간 독보적이었던 선수로도 남았다. 축구적 역량 외에도, 그는 현장에서의 올곧은 성격과 지도자적 역량으로도 회자된다. 그는 현역 시절에 단 한 번 퇴장당했는데, 당시 그는 심판을 비꼬았다.

## 은퇴 후

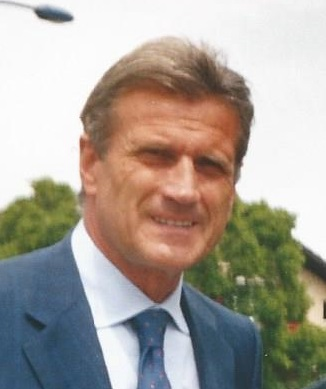
2002년의 파케티

은퇴 후, 파케티는 단장, 이사진, 국제 홍보대사, 그리고 부회장을 비롯해 인테르나치오날레의 여러 직위를 맡았다. 파케티는 2004년 1월 19일에 마시모 모라티의 후임으로서 인테르나치오날레 회장으로 선임되었다. 오랜 기간의 투병 끝에, 그는 2006년 9월 4일에 밀라노에서 췌장암으로 영면에 들었다. 그는 유족으로 배우자 조반나와 4명의 자식을 남겼다.

### 칼초폴리
칼초폴리(Calciopoli) 사건에 파케티의 역할은 논란의 도마에 올랐다. 인테르 회장을 역임하던 그는 스포츠 판결의 수혜자가 되었는데, 2011년 7월 스테파노 팔라치 FIGC 검찰의 말에 따르면 그의 스포츠 불법 행위로 강등 처분까지 내려질 수 있는 6조를 위반했기 때문이었다. 팔라치는 5년 전에 판결에서 혐의가 없는 것으로 보았으나, 파케티가 스포츠 정의 조례 6조를 위반한 것으로 보이며, "비정상적 관계망 형성으로 불공평한 원칙을 바꾸고, 불공정성과 심판 체계의 독립성을 침해"를 위반해 팔라치 검사가 "인테르에 유리한 환경을 조성한 것"으로 판단케 했다는 나폴리에서의 범죄 행위 수사 중 발견한 사실을 바탕으로 칼초폴리 2탄(Calciopoli bis) 수사 보고서를 발표했다. 팔라치는 발언의 사실을 규명하기에 시효가 지나 불가능하다고 밝혔다. 파케티의 행위는 여럿이 변호했는데, 그 중 모라티는 "재판 없이 무엇이든 말할 수 있지만, 인정할 수 없고, 인테르도 인정할 수 없다. ... 파케티가 연맹 검찰의 고소를 받고 있다는 것은 명예훼손이며, 심각하고 멍청한 일이다."라고 비판했다.
2010년, 루차노 모지는 파케티를 스포츠 불법 행위로 공개적으로 혐의를 제기했다. 2015년, 파케티의 아들 잔펠리체는 파케티 가를 대표하여 모지에 명예훼손 소송을 했다. 모지는 밀라노의 법원에서 파케티를 텔레비전 방송으로 명예 훼손한 혐의에 무죄 판결을 내렸다. 모지는 파케티가 "인테르나치오날레의 경기에 심판이 비호할 것을 요청했다"라고 혐의를 제기했다. 검사는 모지의 발언에 "진정 진실함"이 있었고 "로비 거래가 당시 인테르 회장과 심판진 간에 있었다 ..., 친밀적이며 특정적이며 공정치 못한 진행에 따라" 무죄로 소송을 종결지었다. 판결은 2018년 항소에 채택되었고, 2019년에 인용되었다.

## 후평

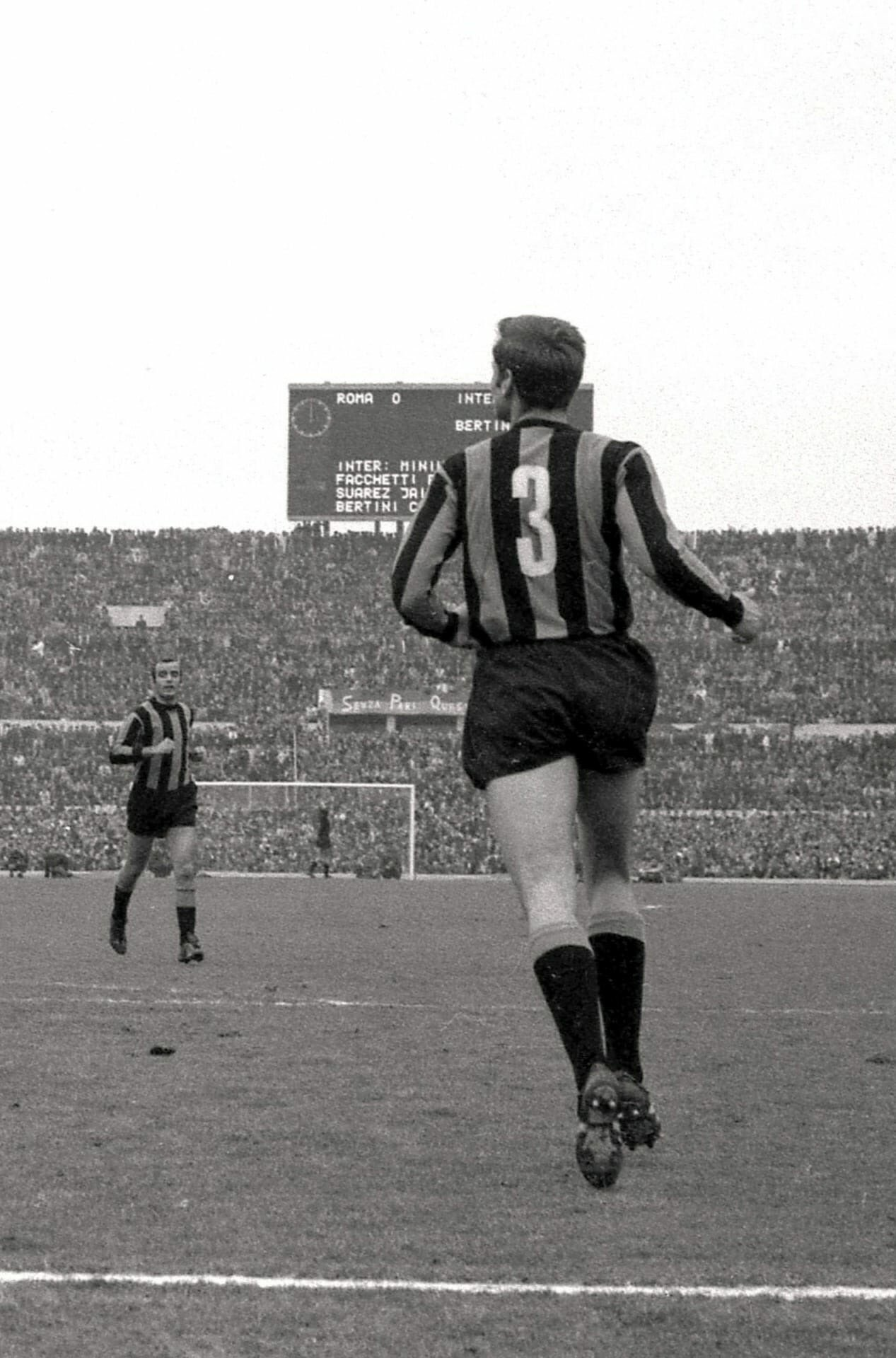
1969년, 상징적인 등번호 3번을 단 파케티, 등번호 3번은 그가 2006년에 영면에 들면서 영구 결번이 되었다.

2004년 3월, 펠레는 파케티를 살아있는 가장 위대한 선수 125명에 FIFA의 100주년 행사 일환으로 그의 이름을 올렸다.
파케티가 2006년에 영면에 들면서, 그의 이름은 골든 풋 "축구 전설"에 이름이 올랐고, FIFA 회장상의 수상자로 이름이 올랐다. 그의 절제력과 현역 시절 활약에 힘입어 자친토 파케티 국제상(Premio internazionale Giacinto Facchetti)이 그를 기리기 위해 신설되었고, 현재까지 연간 정직함, 올곧은 성격, 그리고 스포츠인다운 모습을 보인 선수들에게 수상되었다. 그가 영면에 든 후, 유소년 전국 리그의 명칭에 파케티의 이름이 공식 명칭으로 들어가 TIM 유소년 전국 리그 - 자친토 파케티 트로피(Campionato Primavera Tim – Trofeo Giacinto Facchetti)가 되었다. 그의 친정 인테르나치오날레는 그를 기려 등번호 3번을 영구 결번으로 처리했다.
2008년 9월 22일, 밀라노 광역시의 체사노 마데르노 군은 광장 명칭을 파케티를 기리기 위해 개칭되었다. 파케티는 축구 전자 오락 FIFA 14의 전설 XI에 등장하는데 - 이 선수단은 다국적 선수단으로, 같은 이탈리아인 브루노 콘티, 잔니 리베라, 그리고 프란코 바레시와 함께 등장한다. 2015년, 그는 사후 명예로 이탈리아 축구 명예의 전당에 헌액되었다.

## 경력 통계

### 클럽
| 구단             | 시즌      | 리그      | 리그 | 리그 | 코파 이탈리아 | 코파 이탈리아 | 유럽 | 유럽 | 합계 | 합계 |
| 구단             | 시즌      | 리그명    | 출장 | 골   | 출장          | 골            | 출장 | 골   | 출장 | 골   |
| ---------------- | --------- | --------- | ---- | ---- | ------------- | ------------- | ---- | ---- | ---- | ---- |
| 인테르나치오날레 | 1960–61   | 세리에 A  | 3    | 1    | –             | –             | 1    | 0    | 4    | 1    |
| 인테르나치오날레 | 1961–62   | 세리에 A  | 15   | 0    | –             | –             | 6    | 0    | 21   | 0    |
| 인테르나치오날레 | 1962–63   | 세리에 A  | 31   | 4    | 2             | 0             | –    | –    | 33   | 4    |
| 인테르나치오날레 | 1963–64   | 세리에 A  | 33   | 4    | –             | –             | 9    | 0    | 42   | 4    |
| 인테르나치오날레 | 1964–65   | 세리에 A  | 32   | 2    | 3             | 0             | 6    | 1    | 41   | 3    |
| 인테르나치오날레 | 1965–66   | 세리에 A  | 32   | 10   | 1             | 0             | 5    | 2    | 38   | 12   |
| 인테르나치오날레 | 1966–67   | 세리에 A  | 34   | 4    | 2             | 0             | 10   | 2    | 46   | 6    |
| 인테르나치오날레 | 1967–68   | 세리에 A  | 28   | 7    | 9             | 2             | –    | –    | 37   | 9    |
| 인테르나치오날레 | 1968–69   | 세리에 A  | 30   | 6    | 3             | 1             | –    | –    | 33   | 7    |
| 인테르나치오날레 | 1969–70   | 세리에 A  | 28   | 5    | 6             | 1             | 8    | 0    | 42   | 6    |
| 인테르나치오날레 | 1970–71   | 세리에 A  | 30   | 5    | 3             | 0             | 2    | 0    | 35   | 5    |
| 인테르나치오날레 | 1971–72   | 세리에 A  | 27   | 4    | 8             | 1             | 9    | 1    | 44   | 6    |
| 인테르나치오날레 | 1972–73   | 세리에 A  | 29   | 1    | 10            | 3             | 5    | 0    | 44   | 4    |
| 인테르나치오날레 | 1973–74   | 세리에 A  | 28   | 2    | 7             | 0             | 2    | 0    | 37   | 2    |
| 인테르나치오날레 | 1974–75   | 세리에 A  | 23   | 0    | 8             | 1             | 3    | 0    | 34   | 1    |
| 인테르나치오날레 | 1975–76   | 세리에 A  | 28   | 3    | 10            | 0             | –    | –    | 38   | 3    |
| 인테르나치오날레 | 1976–77   | 세리에 A  | 27   | 1    | 9             | 1             | 1    | 0    | 37   | 2    |
| 인테르나치오날레 | 1977–78   | 세리에 A  | 18   | 0    | 4             | 0             | 1    | 0    | 23   | 0    |
| 경력 합계        | 경력 합계 | 경력 합계 | 476  | 59   | 85            | 10            | 68   | 6    | 629  | 75   |

### 국가대표팀
| 국가대표팀 | 연도 | 출장 | 골 |
| ---------- | ---- | ---- | -- |
| 이탈리아   | 1963 | 5    | 0  |
| 이탈리아   | 1964 | 4    | 1  |
| 이탈리아   | 1965 | 7    | 1  |
| 이탈리아   | 1966 | 10   | 0  |
| 이탈리아   | 1967 | 6    | 1  |
| 이탈리아   | 1968 | 6    | 0  |
| 이탈리아   | 1969 | 6    | 0  |
| 이탈리아   | 1970 | 11   | 0  |
| 이탈리아   | 1971 | 6    | 0  |
| 이탈리아   | 1972 | 3    | 0  |
| 이탈리아   | 1973 | 7    | 0  |
| 이탈리아   | 1974 | 6    | 0  |
| 이탈리아   | 1975 | 6    | 0  |
| 이탈리아   | 1976 | 7    | 0  |
| 이탈리아   | 1977 | 4    | 0  |
| 합계       | 합계 | 94   | 3  |

### 국가대표팀 득점 기록
아래의 점수에서 왼쪽의 점수가 이탈리아의 점수이며, 점수 열은 파케티의 득점 당시의 양측 점수 상황을 나타낸다.
| # | 날짜            | 경기장                          | 상대       | 점수 | 최종결과 | 대회                 |
| - | --------------- | ------------------------------- | ---------- | ---- | -------- | -------------------- |
| 1 | 1964년 11월 4일 | 이탈리아 제노바 루이지 페라리스 | 핀란드     |      | 6–1      | 1966년 월드컵 예선전 |
| 2 | 1965년 12월 7일 | 이탈리아 나폴리 산 파올로       | 스코틀랜드 |      | 3–0      | 1966년 월드컵 예선전 |
| 3 | 1967년 3월 22일 | 키프로스 니코시아 GSP 경기장    | 키프로스   |      | 2–0      | 유로 1968 예선전     |

## 수상
인테르나치오날레
- 세리에 A: 1962–63, 1964–65, 1965–66, 1970–71
- 코파 이탈리아: 1977–78
- 유러피언컵: 1963–64, 1964–65
- 인터콘티넨털컵: 1964, 1965

이탈리아
- 유럽 선수권 대회: 1968
- 월드컵 준우승: 1970

개인
- FIFA 100 (펠레의 가장 위대한 살아있는 125명 선수 목록): 2004[7]
- 골든 풋 "축구 전설": 2006[44]
- FIFA 회장상: 2006[45]
- 유럽 선수권 대회의 선수단: 1968[43]
- 월드컵 대회의 선수단: 1970[46]
- 발롱도르 2위: 1965[47]
- 이탈리아 축구 명예의 전당: 2015[36]
- 인테르나치오날레 명예의 전당: 2019[48]

서훈
-  이탈리아 공화국 공로장 3등급 / 사령관장: 1994

## 같이 보기
- 원클럽맨 명단